# Альдана, Ирене
Ире́не Ро́блес Альда́на (исп. Irene Robles Aldana; род. 26 марта 1988 года, Кульякан, Мексика) — мексиканский профессиональный боец смешанных единоборств, в настоящее время выступающая под эгидой Ultimate Fighting Championship в женской легчайшей весовой категории. Ранее выступала в женском бойцовском промоушене Invicta FC. Занимает 5 строчку в рейтинге UFC в женском легчайшем весе

## Титулы и достижения

### Ultimate Fighting Championship
- Обладатель премии «Лучший бой вечера»  (трижды) против Лесли Смит, Люси Пудиловой и Карол Розы
- Обладатель премии «Выступление вечера»  (дважды) против Кетлен Виейры и Мэйси Чиассон
- Разделила третье место с Амандой Нуньес по количеству бонусов после боя в истории женского легчайшего веса UFC (4)
- Третья по величине общего время боя в истории женского легчайшего веса UFC (2:57:50)
- Вторая по значимости количества ударов в истории женского легчайшего веса UFC (959)
- Второя по величине количества нанесенных ударов в истории женского легчайшего веса UFC (1105)

### Invicta FC
- Обладатель премии «Выступление вечера»  (трижды) против Пегги Морган , Коллин Шнайдер и Фейт Ван Дуин

### MMAJunkie
- «Нокаут месяца» (декабрь 2019) против Кетлен Виейры

## Статистика выступлений в MMA
| Боёв 23  | Побед 15 | Поражений 8 |
| -------- | -------- | ----------- |
| Нокаутом | 8        | 2           |
| Сдачей   | 3        | 0           |
| Решением | 4        | 6           |

| Результат  | Рекорд | Соперник           | Способ                   | Турнир                                | Дата             | Раунд | Время | Место                                    | Примечание                                                                  |
| ---------- | ------ | ------------------ | ------------------------ | ------------------------------------- | ---------------- | ----- | ----- | ---------------------------------------- | --------------------------------------------------------------------------- |
| Поражение  | 15-8   | Норма Думонт       | Единогласное решение     | UFC 306                               | 14 сентября 2024 | 3     | 5:00  | Парадайс, Лас-Вегас, Невада              |                                                                             |
| Победа     | 15-7   | Кэрол Роза         | Единогласное решение     | UFC 296                               | 16 декабря 2023  | 3     | 5:00  | Лас-Вегас, Невада, США                   | «Лучший бой вечера» (3).                                                    |
| Поражение  | 14-7   | Аманда Нунис       | Единогласное решение     | UFC 289                               | 11 июня 2023     | 5     | 5:00  | Ванкувер, Британская Колумбия, Канада    | Бой за титул чемпионки UFC в женском полулёгком весе.                       |
| Победа     | 14-6   | Мейси Чиассон      | KO (удар ногой в корпус) | UFC 279                               | 11 сентября 2022 | 3     | 2:21  | Лас-Вегас, Невада, США                   | «Выступление вечера» (2)                                                    |
| Победа     | 13-6   | Яна Куницкая       | TKO (удары)              | UFC 264                               | 10 июля 2021     | 1     | 4:35  | Лас-Вегас, Невада, США                   | Бой в промежуточном весе (139,5 фунтов); Альдана не уложился в ве           |
| Поражение  | 12-6   | Холли Холм         | Единогласное решение     | UFC on ESPN: Холм vs. Альдана         | 4 октября 2020   | 5     | 5:00  | Абу-Даби, Абу-Даби, ОАЭ                  |                                                                             |
| Победа     | 12-5   | Кетлин Виейра      | KO (удары)               | UFC 245                               | 14 декабря 2019  | 1     | 4:51  | Лас-Вегас, Невада, США                   | «Выступление вечера» (1)                                                    |
| Победа     | 11-5   | Ванесса Мелу       | Единогласное решение     | UFC Fight Night: Родригес vs. Стивенс | 21 сентября 2019 | 3     | 5:00  | Мехико, Мексика                          |                                                                             |
| Поражение  | 10-5   | Ракель Пеннингтон  | Раздельное решение       | UFC on ESPN: Дус Анжус vs. Эдвардс    | 20 июля 2019     | 3     | 5:00  | Сан-Антонио, Техас, США                  |                                                                             |
| Победа     | 10-4   | Бет Коррея         | Сдача (рычаг локтя)      | UFC 237                               | 11 мая 2019      | 3     | 3:24  | Рио-де-Жанейро, Рио-де-Жанейро, Бразилия | Бой в промежуточном весе (141 фунт); Коррея не уложился в весовую категорию |
| Победа     | 9-4    | Люси Пудилова      | Раздельное решение       | UFC 228                               | 8 сентября 2018  | 3     | 5:00  | Даллас, Техас, США                       | «Лучший бой вечера» (2)                                                     |
| Победа     | 8-4    | Талита Бернарду    | Единогласное решение     | UFC Fight Night: Стивенс vs. Чой      | 14 января 2018   | 3     | 5:00  | Сент-Луис, Миссури, США                  |                                                                             |
| Поражение  | 7-4    | Кэтлин Чукагян     | Раздельное решение       | UFC 210                               | 8 апреля 2017    | 3     | 5:00  | Буффало, Нью-Йорк, США                   |                                                                             |
| Поражение  | 7-3    | Лесли Смит         | Единогласное решение     | UFC on Fox: Ванзант vs. Уотерсон      | 17 декабря 2016  | 3     | 5:00  | Сакраменто, Калифорния, США              | «Лучший бой вечера» (1)                                                     |
| Победа     | 7-2    | Фэйт ван Дуин      | TKO (удары)              | Invicta FC 19: Майя vs. Модаффери     | 23 сентября 2016 | 1     | 4:57  | Канзас-Сити, Миссури, США                | «Выступление вечера» (3)                                                    |
| Победа     | 6-2    | Джессамин Дюк      | TKO (удары)              | Invicta FC 16: Хамасаки vs. Браун     | 11 марта 2016    | 1     | 3:08  | Лас-Вегас, Невада, США                   |                                                                             |
| Поражение  | 5-2    | Тоня Эвинджер      | TKO (удары)              | Invicta FC 13: Киборг vs. Ван Дюйн    | 9 июля 2015      | 4     | 4:38  | Лас-Вегас, Невада, США                   | Бой за вакантный титул Invicta FC в женском полулегком весе                 |
| Победа     | 5-1    | Коллин Шнайдер     | Сдача (удушение сзади)   | Invicta FC 11: Киборг vs. Твит        | 27 февраля 2015  | 1     | 1:05  | Лос-Анджелес, Калифорния, США            | «Выступление вечера» (2)                                                    |
| Победа     | 4-1    | Пегги Морган       | Сдача (удушение сзади)   | Invicta FC 8: Уотерсон vs. Тамада     | 9 сентября 2014  | 1     | 2:50  | Канзас-Сити, Миссури, США                | «Выступление вечера» (1)                                                    |
| Поражение  | 3-1    | Ларисса Пачеку     | TKO (удары)              | Jungle Fight 63                       | 21 декабря 2013  | 3     | 1:50  | Белен, Пара, Бразилия                    | Бой за вакантный Jungle Fight Women's в женском полулегком весе.            |
| Победа     | 3-0    | Майра Арсе         | KO (удары)               | Xtreme Kombat 21                      | 12 октября 2013  | 1     | 0:43  | Мехико, Мексика                          |                                                                             |
| Победа     | 2-0    | Флор Саенс         | TKO (удары)              | Xtreme Kombat 21                      | 12 октября 2013  | 1     | 0:20  | Мехико, Мексика                          |                                                                             |
| Победа     | 1-0    | Сандра дель Ринкон | KO (удары)               | GEX - Old Jack's Fight Night          | 17 октября 2012  | 1     | 0:15  | Сапопан, Халиско, Мексика                |                                                                             |
| Источники: |        |                    |                          |                                       |                  |       |       |                                          |                                                                             |